# 金民錫 (競速滑冰運動員)
金民锡（韩语： Kim Minseok，1999年6月14日—）来自京畿道安养市，是一名韩国男子速度滑冰运动员。他在六岁时开始练习滑冰，他曾在小学一年级时练习短道速滑，到了小学三年级时，他开始专攻速度滑冰。尽管主攻速度滑冰，他也曾有在2012至13赛季参加短道速滑的比赛。2014年10月，他凭借着在国家队选拔赛的出色表现入选国家队，成为当时韩国速度滑冰国家队最年轻的成员。